# Kantarel
Kantarel (Cantharellus) er en slægt af svampe med nedløbende lameller og kort stok. Der er ca. 15 arter, som er udbredt i tempererede egne over hele kloden. Slægten Craterellus er meget nærtstående. Begge slægter er repræsenteret med fine spisesvampe, der er almindeligt forekommende i danske skove.
| Arter |

- Almindelig Kantarel (Cantharellus cibarius)
- Tragtkantarel (Craterellus tubaeformis)
- Trompetsvamp (Craterellus cornucopioides)